# Суворовское сельское поселение (Крым)
Суворовское се́льское поселе́ние (укр. Суворовське сільське поселення, крымскотат. БагъайСуворовское кой юрту, Багъай кой юрту) — муниципальное образование в составе Сакского района Республики Крым России.

## География
Поселение расположено в центре района, в степном Крыму; примыкает с севера к территории городского округа Евпатория и озеру Сасык-Сиваш, граничит на западе с Ромашкинским, на северо-западе с Воробьёвским, на севере с Добрушинским, на северо-востоке с Кольцовским и Вересаевским и на востоке с Охотниковским сельскими поселениями.
Площадь поселения 155,75 км².
Основная транспортная магистраль: автодорога 35К-015 Раздольное — Евпатория (по украинской классификации Т-0111).

## Население
| 2001  | 2014  | 2015  | 2016  | 2017  | 2018  | 2019  |
| ----- | ----- | ----- | ----- | ----- | ----- | ----- |
| 4879  | ↗6188 | ↗6201 | ↘6185 | ↗6186 | ↗6258 | ↗6263 |
| 2020  | 2021  |       |       |       |       |       |
| ↗6416 | ↘6317 |       |       |       |       |       |

## Состав сельского поселения
В состав поселения входят 7 населённых пунктов:
| № | Населённый пункт | Тип населённого пункта | Население на 2014 год |
| - | ---------------- | ---------------------- | --------------------- |
| 1 | Суворовское      | село, центр            | ↗3464                 |
| 2 | Великое          | село                   | ↗438                  |
| 3 | Желтокаменка     | село                   | ↗428                  |
| 4 | Каменоломня      | село                   | ↗1804                 |
| 5 | Лиманное         | село                   | ↘172                  |
| 6 | Победное         | село                   | ↘61                   |
| 7 | Туннельное       | село                   | ↘85                   |

## История
Богайский сельсовет был образован в составе Евпаторийского района в начале 1920-х годов. Согласно Списку населённых пунктов Крымской АССР по Всесоюзной переписи 17 декабря 1926 года, в состав совета входило 20 населённых пунктов с 2578 жителям и Евпаторийский маяк:

| - Айсабай — 127 чел., - Богай — 437 чел., - Джага-Майнак — 72 чел., - Икор-Сукуркой — 144 чел., - Картбий — 69 чел., - Мамуткой — 75 чел., - Мурзачик — 18 чел., | - Ораз — 94 чел., - Орта-Мамай № 1 — 23 чел., - Орта-Мамай № 2 — 37 чел., - Орта-Мамай № 4 — 216 чел., - Орта-Мамай № 5 — 68 чел., - Орта-Мамай № 6 — 114 чел., - Отар-Мойнак — 280 чел., | - Тегеш №1 — 104 чел., - Тереклы-Конрат — 256 чел., - Тюмень русский — 28 чел., - Тюп-Мамай — 104 чел., - Шибань — 95 чел., - Ялы-Мойнак — 217 чел. |

Указом Президиума Верховного Совета РСФСР от 21 августа 1945 года Богайский сельсовет был переименован в Суворовский сельский совет. Время упразднения сельсовета пока не установлено: на 15 июня 1960 года Суворовское числилось в составе Каменоломенского сельсовета, а к 1968 году Суворовский сельсовет был восстановлен уже в составе Сакского района. На 1 января 1968 года включал 10 сёл:

| - Великое - Верхнее - Желтокаменка - Каменоломня | - Лиманное - Островка - Победное | - Суворовское - Туннельное - Узловое |

К 1 января 1977 года были упразднены Верхнее и Островка, а 16 сентября 1986 года, решением Крымского облисполкома, ликвидировано Узловоеа.
С 12 февраля 1991 года сельсовет в восстановленной Крымской АССР, 26 февраля 1992 года переименованной в Автономную Республику Крым. С 21 марта 2014 года в составе Крыма аннексировано Россией. Законом «Об установлении границ муниципальных образований и статусе муниципальных образований в Республике Крым» от 4 июня 2014 года территория административной единицы была объявлена муниципальным образованием со статусом сельского поселения.